# Vegachí

Bandeira de Vegachí.

Localização de Vegachí no departamento de Antioquia.

Vegachí é uma cidade da Colômbia (13.874 habitantes em 2020) do departamento de Antioquia. Apresenta uma área de 512 km². Seu nome deriva da contração das palavras Vega e China, na localidade conhecida como Vegas de la China. Se formou originalmente como um casario, cujo nome era Vegachí.

## Economia
Sua economia é baseada na agricultura e pecuária, com destaque para as produção de café e cana de açúcar.

## Datas comemorativas
Virgen del carmen, 16 de Júlio.
Fiestas de la dulzura, no começo de Júlio.

## História
Começou como uma fazenda chamada "Vegas de la China" em 1950, de propriedade de Antonio Aguilar Jaramillo, que foi desalojado de suas terras pelos conservadores. Graças a esse deslocamento, os agricultores da região tomaram posse das terras e formaram um povoado denominado Vegas de la China, que mais tarde se tornou distrito do município de Amalfi devido ao crescimento da área urbana (entre 1977-1983). Até recentemente, e 1984, quando se tornou município.

## Pontos turísticos
Monumento al tigre
Parroquia de la Virgen del Carmen
Caverna del Indio
Quebrada del río El Pescado